# Ateles hybridus brunneus
Khỉ nhện nâu Côlômbia (Danh pháp khoa học: Ateles hybridus brunneus) là một phân loài của loài khỉ Ateles hybridus phân bố ở vùng phía Bắc của Colombia thuộc Nam Mỹ và một số lượng ít cũng được phát hiện ở Venezuela. Phân loài khỉ này thuộc nhóm khỉ Tân thế giới. Người ta đã phát hiện khỉ sắp tuyệt chủng tại Nam Mỹ, năm 2010, các nhà khoa học tìm thấy nhiều con khỉ nhện nâu phân loài này, một trong những loài động vật linh trưởng hiếm nhất thế giới, trong một công viên quốc gia tại Colombia.

## Phân bố
Chúng phân bố ở cả vùng Colombia và Ở Colombia, chúng được tìm thấy là phân bố dọc theo hữu ngạn (bờ phải) sông Magdalena của khu vực Magdalena và lưu vực Cesar kéo dài đến tây nam của khu vực La Guajira và cũng kéo dài đến phía bắc của Serrania de Perija, và vùng miền trung của sông Magdalena cho đến ít nhất cũng có thể có ở vùng Caldas và vùng Cundinamarca.

## Đặc điểm
Đây là một phân loài khỉ mang tên là khỉ nhện. Trái với cái tên nghe hơi ghê sợ, loài khỉ này có ngoại hình khá dễ thương. Sở dĩ chúng có cái tên này là vì tay, chân và đuôi của chúng dài quá khổ, vượt cả chiều dài thân thể giống như trường hợp của loài nhện vậy. Con nhện khỉ này có đuôi lạ thường, đuôi của nó có thể giữ trọng lượng của toàn bộ cơ thể, chúng được biết đến là có khả năng chuyền cành, từ cành này qua cành khác để trốn tránh kẻ thù.
Cũng như các loài khỉ nhện khác, chúng có chế độ ăn đa dạng gồm lá, trái cây, mầm hạt, mật kiếm được, và kể cả các loại côn trùng. Vòng đời của chúng trong tự nhiên là 27 năm, nhưng trong điều kiện nuôi nhốt, chúng sống được đến 10 năm. Ngoài tự nhiên, kẻ thù của chúng là báo đốm (Panthera onca), báo sư tử (Puma concolor) và đại bàng (Harpia harpyja) và đại bàng mào (Morphnus guianensis), và nhiều loài kẻ thù nguy hiểm khác trong rừng rậm. 

## Phát hiện
Trong một cuộc khảo sát gần đây trong công viên quốc gia Selva de Florencia tại Colombia, các nhà khoa học của Hiệp hội Bảo tồn Động vật hoang dã tại Mỹ (WCS) phát hiện những con khỉ nhện nâu, ước tính gần 30 con khỉ nhện nâu sống trên một khu vực có diện tích một km2 và không phát hiện bất kỳ phân loài khỉ nhện nào khác trong công viên quốc gia Selva de Florencia. Ở đó có một con khỉ nhện nâu trong vườn quốc gia Selva de Florencia tại Colombia. Mọi người không nghĩ rằng khỉ nhện nâu sẽ lộ diện trong một chuyến đi ngắn ngủi và trên một khu vực có địa hình hiểm trở
Số lượng phân loài khỉ nhện nâu tại phía bắc của Nam Mỹ đã giảm ít nhất 80% trong vòng 45 năm qua do hoạt động săn bắt và tình trạng thu hẹp của môi trường sống. Vì thế Liên minh Bảo tồn Thiên nhiên Quốc tế (IUCN) đưa chúng vào danh sách những loài sắp tuyệt chủng. Nhiều chuyên gia hiện đang xây dựng kế hoạch bảo tồn để bảo vệ những con khỉ nhện nâu trong khu vực sinh sống của chúng. Chúng được xếp vào nhóm những loài có nguy cơ tuyệt chủng cao nhất với mức độ đe dọa đáng báo động vì chỉ còn một nhóm nhỏ.